# Lenka Bartáková
Lenka Bartáková (Sokolov, 17 maggio 1991) è un'ex cestista ceca.
Alta 175 cm, gioca come guardia.

## Carriera
Con la Rep. Ceca ha disputato i Giochi olimpici di Londra 2012 e due edizioni dei Campionati europei (2017, 2019).